# Hammarby-Smedby alvar
Hammarby-Smedby alvar är ett Naturvårdsområde (som sedan 198 likställs med naturreservat) i Mörbylånga kommun i Kalmar län.
Området är naturskyddat sedan 1999 och är 596 hektar stort. Reservatet ligger i västra delen av Stora Alvaret sydost om Kastlösa och består av grusalvar.